# Coironalia glyphicarius
Coironalia glyphicarius là một loài bướm đêm trong họ Geometridae.